# Космос-419
Космос-419 је један од преко 2400 совјетских вјештачких сателита лансираних у оквиру програма Космос.
Космос-419 је лансиран са космодрома Тјуратам, Бајконур, СССР, 10. маја 1971. Мисија је доживела неуспех два дана касније.